# Industrie pétrolière en Chine

Schéma des principales réserves pétrolières en Chine.

L'industrie pétrolière en Chine est marquée par l'importance croissante de l'importation de pétrole face à une production et des réserves limitées en République populaire de Chine. Cependant la Chine est marquée par l'émergence d'entreprises pétrolières de grande ampleur comme Sinopec, CNPC et CNOOC.

## Histoire
- En 1959, d'importantes réserves sont découvertes dans le nord-est de la Chine.
- En 1960, les champs pétroliers de Daqing dans la Heilongjiang deviennent opérationnels.
- En 1963, les champs pétroliers de Daqing produisent près de 2,3 millions de tonnes de pétrole.
- En 1965, des champs pétroliers produisent dans le Shengli, le Shandong, le Dagang, et Tianjin, réduisant les importations proches de zéro.
- En 1973, la Chine commence à exporter du pétrole vers le Japon.
- En 1974, les exportations passent à 6,6 millions de tonnes.
- En 1978, les exportations passent à 13,5 millions de tonnes.
- En 1985, les exportations passent à 20 millions de tonnes.
- En 1993, la demande interne en pétrole est supérieure à la production du pays.
- En 2004, la Chine a dû importer 100 millions de tonnes de pétrole, plus de la moitié venait du Moyen-Orient.
- En 2010, la Chine a consommé 455 millions de tonnes d'hydrocarbures dont plus de 200 millions de tonnes importées. La demande de pétrole de la Chine a dû augmenter de 6 % en 2011, selon PetroChina.